# Миэ
Ми́э (яп. 三重県 Миэ-кэн) — префектура, занимающая восточную часть полуострова Кии острова Хонсю в Японии. Как правило, её относят к региону Кинки (иногда — к Тюбу). Площадь префектуры составляет 5777,31 км², население — 1 821 554 человека (1 июня 2014), плотность населения — 315,29 чел./км². Административный центр — город Цу.

## История
Префектура Миэ занимает территорию, соответствующую историческим областям Исе, Сима и Ига, а также небольшую часть на востоке провинции Кии. Переорганизация произошла в эпоху реставрации Мэйдзи, тогда (в 1871) префектура получила название «Аноцу», но уже в 1872 году префектура была переименована в Миэ, а столица перенесена из Цу в Йоккаити, но на следующий год столица вернулась в Цу, а в 1876 году префектура объединилась с южной префектурой Ватарай и обрела современные границы.

## География
Префектура Миэ находится на юго-востоке полуострова Кии. Префектура располагается на берегу залива Исе, побережье тянется 600 км. К северо-востоку от Миэ находится префектура Гифу, к северу — префектура Сига, к северо-западу — префектура Киото, к западу — префектура Нара к юго-западу — префектура Вакаяма. Весь полуостров изрезан горами, большие города расположены преимущественно на побережье. С востока омывается морем Кумано-Нада.

## Административно-территориальное деление
В префектуре Миэ расположено 14 городов и 7 уездов (15 посёлков).

### Города
Список городов префектуры:
- Ига;
- Инабе;
- Йоккаити;
- Исе;
- Камеяма;
- Кувана;
- Кумано;
- Мацусака;
- Набари;
- Овасе;
- Сима;
- Судзука;
- Тоба;
- Цу.

### Уезды
Посёлки по уездам:
- Кувано;
  - Кисосаки;
- Инабе;
  - Тоин;
- Миэ;
  - Асахи;
  - Кавагоэ;
  - Комоно;
- Таки;
  - Мейва;
  - Одай;
  - Таки;
- Ватарай;
  - Ватарай;
  - Минамиисе;
  - Тайки;
  - Тамаки;
- Китамуро;
  - Кихоку;
- Минамимуро;
  - Кихо;
  - Михама.

## Культура
На юге префектуры расположены святилища Кумано.

## Достопримечательности и туризм

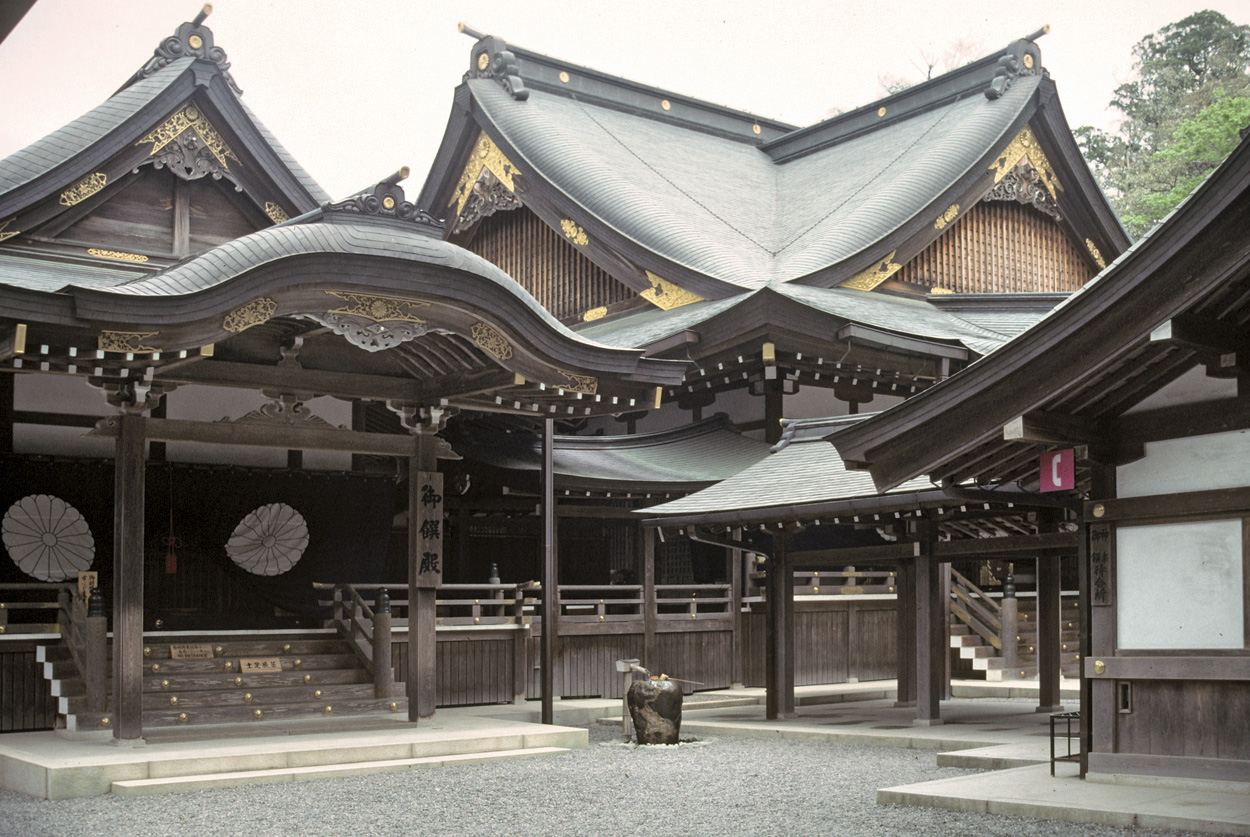
Храм Исэ
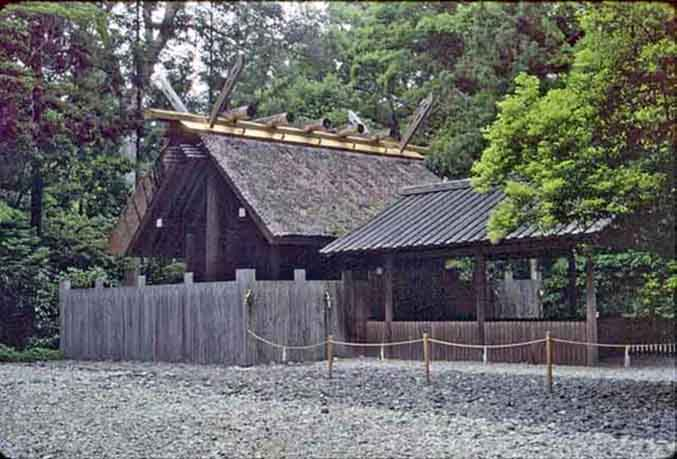
Храм Исэ
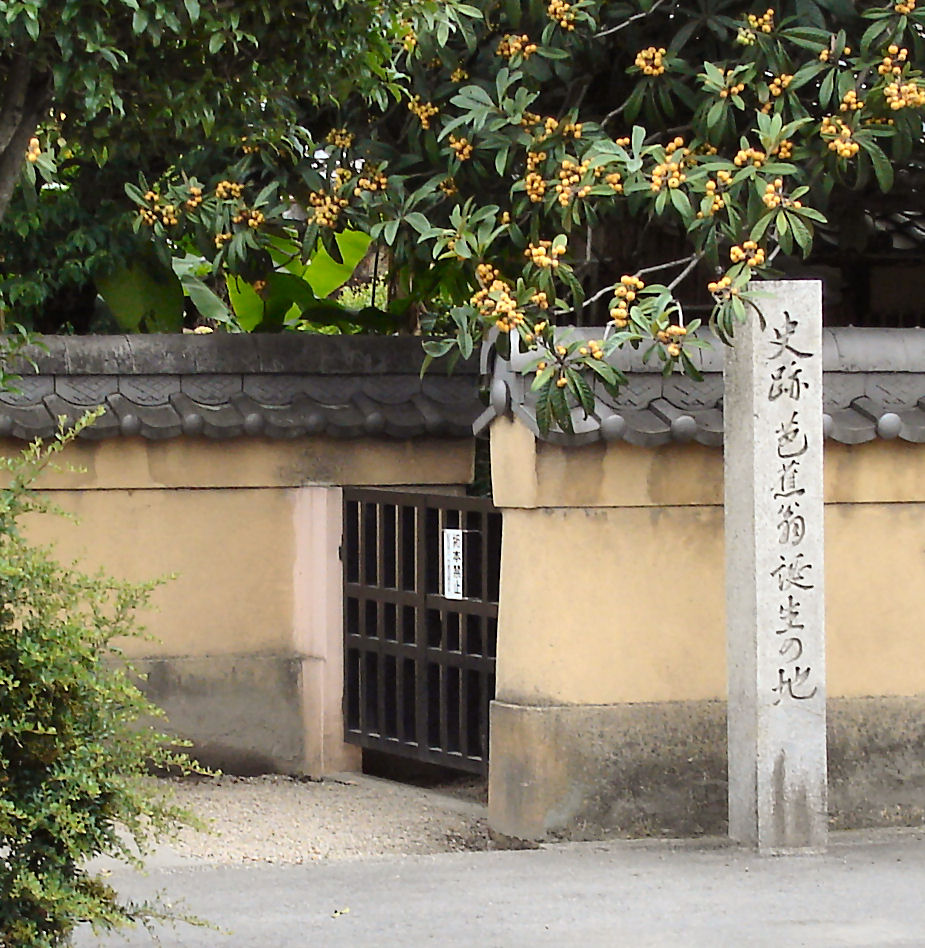
Место рождения Мацуо Басё
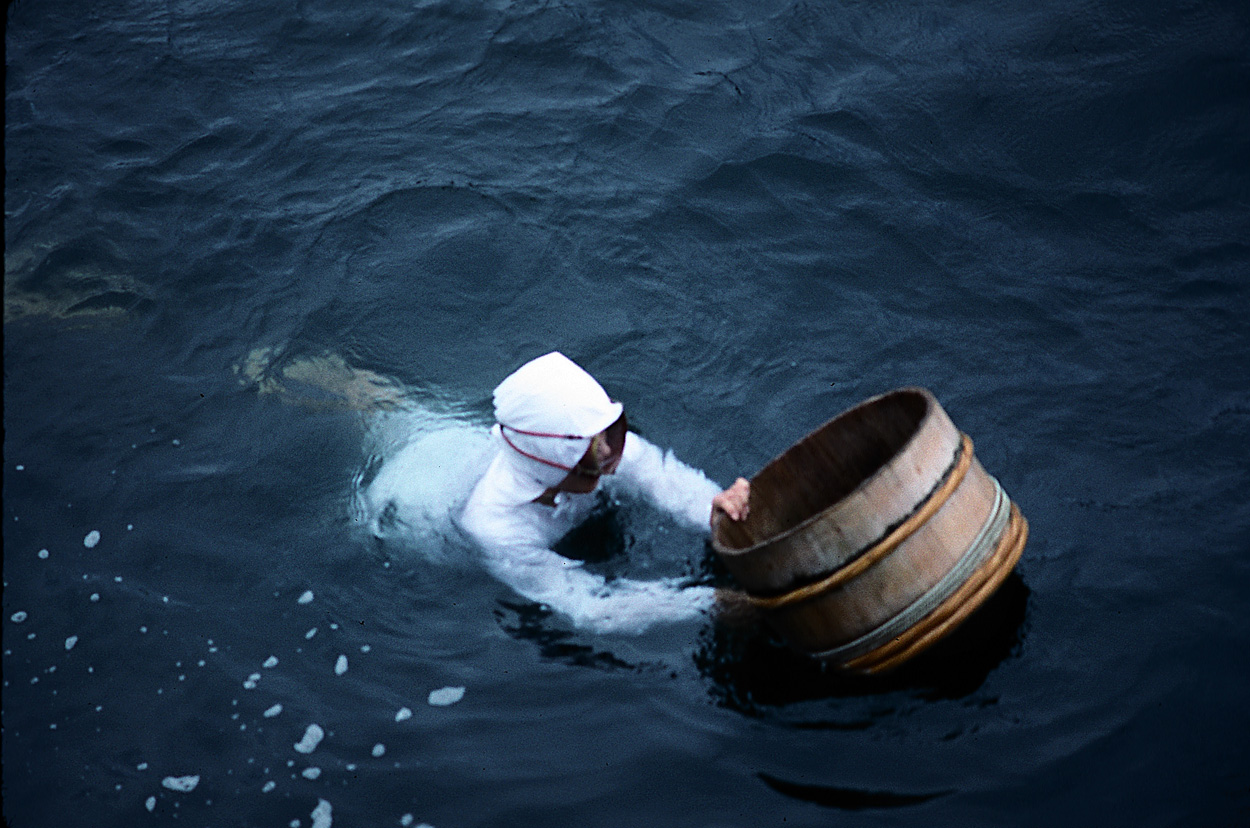
Ныряльщица за жемчугом
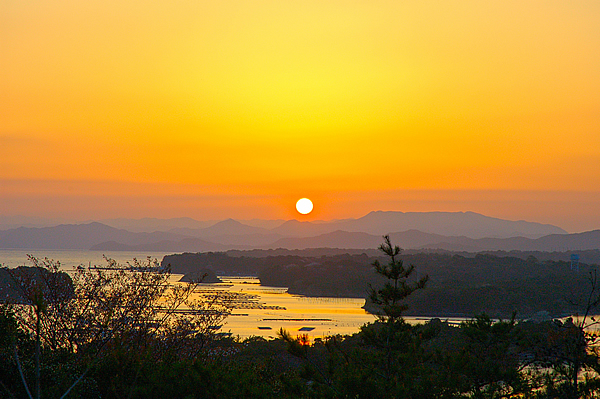
Бухта Аго

## Символика
Эмблема префектуры была принята 20 апреля 1964 года. Она была образована от символа хираганы «ми» (яп. み), первого слога в названии префектуры. Очертания эмблемы символизируют прогресс префектуры, а круг в центре — знаменитые жемчужины Миэ. Флаг официально не утверждался.
Цветком префектуры 22 сентября 1969 году избрали ирис мечевидный, деревом — криптомерию японскую (20 октября 1966), птицей — морского зуйка (20 июня 1972), а рыбой — Panulirus japonicus (2 ноября 1990). Животным префектуры считается антилопа (24 ноября 1964).